# Dragšič
Dragšič je priimek v Sloveniji, ki ga je po podatkih Statističnega urada Republike Slovenije na dan 1. januarja 2010 uporabljalo 24 oseb in je med vsemi priimki po pogostosti uporabe uvrščen na 11.771. mesto.

## Znani nosilci priimka
- Ervin Dragšič (*1974), košarkar
- Mitja Dragšič (*1979), alpski smučar